# Liste des cathédrales d'Israël
Cet article recense les cathédrales d'Israël.

## Liste

### Basilique du Saint-Sépulcre
- Basilique du Saint-Sépulcre à Jérusalem, commune à six Églises chrétiennes (Église catholique, Église orthodoxe grecque, Église apostolique arménienne, Église syriaque orthodoxe, Église copte orthodoxe, Église orthodoxe éthiopienne)

### Catholicisme
- Co-cathédrale du Saint-Nom-de-Jésus à Jérusalem (rite latin)
- Cathédrale Notre-Dame-de-l'Annonciation de Jérusalem à Jérusalem (rite melkite)
- Cathédrale Saint-Élie d'Haïfa à Haïfa (rite melkite)
- Cathédrale Saint-Louis-le-Roi d'Haïfa à Haïfa (rite maronite)

### Orthodoxie
- Cathédrale Saint-Jacques à Jérusalem (patriarcat orthodoxe de Jérusalem)
- Cathédrale de la Sainte-Trinité à Jérusalem (Église orthodoxe russe)

### Église arménienne
- Cathédrale Saint-Jacques à Jérusalem (Église apostolique arménienne)

### Anglicanisme
- Cathédrale Saint-Georges à Jérusalem (Église épiscopalienne de Jérusalem et du Moyen-Orient)